# Kari Bing
Kari Bing Stueland född 11 oktober 1919 i Oslo, död 7 mars 1997, var en norsk keramiker som hade framgångar både nationellt och internationellt. Tillsammans med sin make Magne Stueland gjorde hon brukskonst, främst krus, kannor och skålar.

## Biografi
Kari Bing föddes i Oslo men kom till Blommenholm som ettåring. Redan som liten intresserade hon sig för keramik; hon tog med sig lera från trädgården in och använde vevgrammofonen som drejskiva.
År 1936, när Bing var 17 år, började hon på Statens håndverks- og kunstindustriskole där hon studerade i 4 år varav ett var utbytesår på Brighton College of Art i England.  Efter sin utbildning hade hon praktik i norska keramikern Jens von der Lippe keramikverkstad. Året därpå öppnade hon sin egen verkstad i Blommenholm, Bærum.
1951 började Magne Stueland jobba i Karis verkstad, året därpå gifte de sig Paret samarbetade fram tills Magnes död 1984, därefter fortsatte Kari arbetet på egen hand Paret och Karis egna alster bestod av bruks- och prydnadsföremål, antingen enfärgade eller med mönster i starka färger.
Bing var engagerad i den lokala konstnärsmiljön; 1950 satt hon med i juryn som valde ut servisen till Oslo rådhus representationsrum Under de senare åren i sitt liv var hon aktiv i Akershus Kunstsenter . Hon undervisade även i keramik i många år, både i skolor  och för konsthantverksföreningar.
Från 1978 hade Bing fast plats på Sandvika torg där hon sålde sina och Magnes produkter.

## Verk i offentliga samlingar[3]
- Nasjonalmuseet, Norge
- Museo internazionale delle ceramiche, Faenza

## Utställningar[3]
- Sommerutstilling, Drammens museum, 1943
- Foran gjenreisningen, Foreningen Brukskunst, Kunstnernes Hus, Oslo, 1946
- Norsk Brukskunst, Göteborg, 1951
- Norsk Brukskunst, København, 1951
- Foreningen Brukskunsts høstmønstring, Kunstnernes Hus, Oslo, 1952
- Foreningen Brukskunsts høstmønstring, Kunstnernes Hus, Oslo, 1953
- Design in Scandinavia, Vandreutstilling USA, 1954
- The Arts of Norway, USA, 1957
- Galleri Terningen, Sandvika, upprepade gånger